# Трезубец (кривая)

трезубец с a = b = c = d = 1

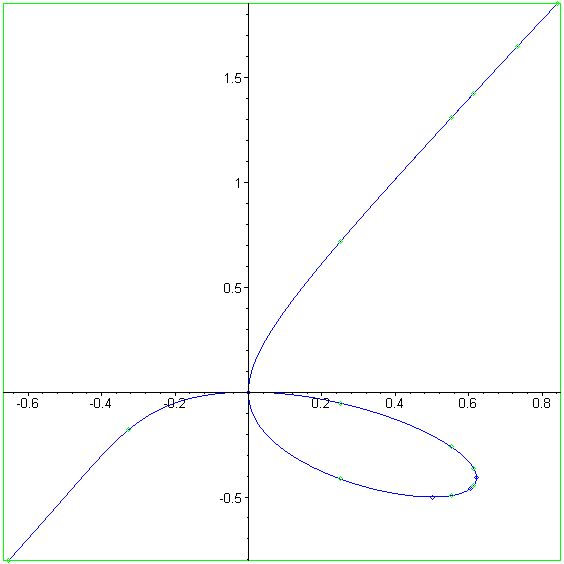
трезубец с a = b = c = d = 1, окрестность точки y = ∞

В математике трезубец (а также трезубец Ньютона или парабола Декарта) — произвольный член семейства кривых, имеющих формулу:
{\displaystyle xy+ax^{3}+bx^{2}+cx=d,}
или {\displaystyle xy=P(x),} где {\displaystyle P(x)} — многочлен третьей степени.
Трезубцы являются кубическими плоскими кривыми. На вещественной проективной плоскости они имеют обычную двойную точку x = 0, y = 1, z = 0. Если мы подставим x = x/z и y = 1/z в уравнение трезубца, получим
{\displaystyle ax^{3}+bx^{2}z+cxz^{2}+xz=dz^{3},}
и эта кривая имеет обычную двойную точку в начале координат. Трезубцы, таким образом, являются рациональными плоскими кривыми с геометрическим родом нуль.